# Barbus harterti
Barbus harterti е вид лъчеперка от семейство Шаранови (Cyprinidae). Видът е уязвим и сериозно застрашен от изчезване.

## Разпространение
Разпространен е в Мароко.

## Описание
На дължина достигат до 28,5 cm.